# Pallacanestro Reggiana
Pallacanestro Reggiana ist ein italienischer Basketballverein aus Reggio nell’Emilia in der Region Emilia-Romagna. Die professionelle erste Herrenmannschaft spielte bereits mit mehreren Namenssponsoren, darunter lange Zeit als Cantini Riunite und zuletzt als Bipop Carire und Trenkwalder. Seit 2012 spielt die Herrenmannschaft erneut in der höchsten nationalen Spielklasse Italiens, der Lega Basket Serie A und seit 2020 als Unahotels Reggio Emilia.

## Geschichte

### Erfolge bis 1987
Der 1974 gegründete Verein stieg unter dem neuen Namenssponsor Cantine Riunite 1978 in die Serie B und 1982 in die zweithöchste Spielklasse A2 auf. Ein Jahr später übernahm „Dado“ Lombardi, ehemaliger Nationalspieler und später Mitglied der italienischen Basketball-„Hall of Fame“, das Traineramt und gewann mit der Mannschaft, die mit dem ehemaligen Nationalspieler Giuseppe Brumatti, später ebenfalls Mitglied der italienischen Hall of Fame, verstärkt wurde, die Meisterschaft der Serie A2 und den Aufstieg in die höchste Spielklasse A1. Für die höchste Spielklasse holte man aus Frankreich den US-Amerikaner Bob Morse zurück nach Italien, der zuvor in den 1970er Jahren große Erfolge mit Pallacanestro Varese im Europapokal der Landesmeister und in der italienischen Meisterschaft gefeiert hatte. Im zweiten Jahr qualifizierte man sich als Tabellenneunter erstmals für die Play-offs um die italienische Meisterschaft, in denen man in der ersten Achtelfinalrunde gegen Basket Rimini ausschied. Morse beendete anschließend seine aktive Karriere und Trainer Lombardi wechselte nach Rimini, die jedoch in der Spielzeit 1986/87 als Tabellenletzter abstiegen. Reggiana musste jedoch in der Relegationsrunde 1987 ebenfalls den Abstieg aus der höchsten Spielklasse hinnehmen.

### „Fahrstuhlmannschaft“ (1987 bis 1997)
Nach einem zweiten Platz in der Serie A2 1988 gelang der sofortige Wiederaufstieg in die Serie A1. Der nach dem Wiederaufstieg verpflichtete US-Amerikaner Kannard Johnson wechselte 1989 zum deutschen Erstligisten TSV Bayer 04 Leverkusen und sein Landsmann, der langjährige, seit 1982 bei Reggiana spielende Center Roosevelt Bouie zu Pallacanestro Cantù und wurde durch Joe Bryant ersetzt, der zuvor lange Zeit in der NBA gespielt hatte. Im zweiten Jahr der erneuten Erstligazugehörigkeit gelang ebenfalls ein neunter Platz; im Play-off-Achtelfinale verlor man diesmal gegen Virtus Roma. Auch im dritten Jahr nach dem Wiederaufstieg wiederholte sich die Geschichte; trotz der Verpflichtung von Georgi Gluschkow, der zuvor der erste bulgarische Spieler in der NBA gewesen war, erfolgte in der Relegationsrunde der erneute Abstieg in die Serie A2.
Während Bryant und Gluschkow nach dem Abstieg den Verein verlassen hatte, holte man nach einer mäßigen Saison 1991/92 in der zweiten Spielklasse den bereits 36-jährigen US-Amerikaner Mike Mitchell von Maccabi Tel Aviv, mit dem die Meisterschaft der Serie A2 1993 und der erneute Aufstieg gelang. In der ersten Spielzeit nach der Rückkehr konnte man als Erster der Relegationsrunde noch den Klassenerhalt sichern, 1995 ging es als Tabellenvorletzter direkt runter in die Serie A2. In der folgenden Spielzeit rückte Gianluca Basile in die erste Mannschaft auf, aber man verlor die Finalserie der Aufstiegs-Play-offs gegen Cantù, doch unter Trainer-Rückkehrer Lombardi gelang in der Spielzeit 1996/97 der Finalseriensieg gegen Unione Ginnastica Goriziana und der erneute Aufstieg. Ein Verein, der eine solch rasche Folge von Auf- und Abstiegen erlebt, wird auch als Fahrstuhlmannschaft bezeichnet.

### Europäische Wettbewerbe und erneuter Fahrstuhl (1997 bis 2007)
In der ersten Spielzeit 1997/98 nach dem erneuten Aufstieg erreichte man nur mit einem Sieg Vorsprung den Klassenerhalt. Der elfte Tabellenplatz nach der regulären Spielzeit berechtigte jedoch zur Teilnahme an der Qualifikationsrunde für die Play-offs, wo man überraschend den Meister von 1996, Stefanel Mailand, glatt in zwei Spielen schlug. Im Viertelfinale besiegte man dann beinahe sensationell in fünf Spielen den Meister von 1997 und Titelverteidiger Benetton Treviso. Im Halbfinale war dann jedoch gegen den späteren Vizemeister Fortitudo Bologna glatt in drei Spielen Endstation. Die Halbfinalteilnahme 1998 berechtigte zur Teilnahme am Korać-Cup, wo man jedoch in der ersten Play-off-Runde gegen Panionios Athen ausschied. Nach einem siebten Platz in der Hauptrunde der nationalen Meisterschaft schied man in der Qualifikationsrunde der nationalen Play-offs glatt in zwei Spielen gegen Rimini aus. Anschließend wechselte Basile zu Fortitudo und Mitchell beendete seine Karriere. In der folgenden Spielzeit wurde man mit dem neuen Namenssponsor Bipop Carire, einer Fusionsbank aus Reggio Emilia und Brescia, 2000 Tabellenletzter und Trainer Lombardi wechselte nach Varese.

Altes Logo bis 2005

Nach einem dritten Platz in der regulären Spielzeit der Serie A2 verlor man 2001 die Aufstiegs-Play-off-Finalserie gegen Livorno und 2002 in der neuen zweiten Spielklasse LegADue nach einem ersten Platz trotz der Verpflichtung von Ex-Nationalspieler Ferdinando Gentile gegen Basket Napoli. Auch mit dem Alt-Internationalen Stefano Rusconi gelang 2003 nicht die Rückkehr in die höchste Spielklasse. Mit den ehemaligen Basketball-Bundesliga-Spielern Mauro Sartori und Kiwane Garris gewann man jedoch in der anschließenden Spielzeit den ersten Platz und die Meisterschaft der LegADue 2004 und damit den direkten Wiederaufstieg. Anschließend sicherte man sich mit nur einem Sieg Vorsprung den Klassenerhalt, erreichte aber mit dem österreichischen Nationalspieler Benjamin Ortner das Pokalfinale 2005, das gegen Treviso verloren ging. Mit der Finalteilnahme war man für den ULEB Cup 2005/06 qualifiziert, in dem man nach dem Gruppensieg in der Vorrunde im Viertelfinale gegen KK Hemofarm Vršac ausschied. Nachdem man die Play-offs erneut verpasst hatte, wurde man in der Spielzeit 2006/07 wegen des schlechteren direkten Vergleichs Tabellenvorletzter und stieg erneut in die LegADue ab.

### Rückkehr in die höchste Spielklasse (seit 2007)
Nachdem Namenssponsor Bipop Carire mit der Unicredit zusammen gegangen war, wurde der in Österreich ansässige Personaldienstleister Trenkwalder International neuer Namenssponsor der Mannschaft. In der LegADue konnte man in den folgenden vier Spielzeiten keinen Aufstieg realisieren, erst in der Spielzeit 2011/12 gelang die Meisterschaft durch den ersten Platz nach der Hauptrunde und damit der direkte Aufstieg. Als Aufsteiger erreichte man in der Saison 2012/13 den sechsten Platz und damit gleich eine Play-off-Platzierung, in denen man jedoch in der ersten Runde knapp in sieben Spielen unterlag. In der Saison 2013/14 nahm man auch wieder unter dem neuen Namenssponsor Grissin Bon, einem Nahrungsmittelhersteller aus der Provinz, an einem europäischen Vereinswettbewerb teil und spielte in der EuroChallenge 2013/14, aus der man als Sieger hervorging.

## Platzierungen
Seit dem Wiederaufstieg 2012 wurden folgende Platzierungen in der Serie A erreicht:
| Saison  | Serie A                       |
| ------- | ----------------------------- |
| 2012/13 | 6. Platz (Viertelfinale)      |
| 2013/14 | 7. Platz (Viertelfinale)      |
| 2014/15 | 3. Platz (Vizemeister)        |
| 2015/16 | 2. Platz (Vizemeister)        |
| 2016/17 | 6. Platz (Viertelfinale)      |
| 2017/18 | 12. Platz                     |
| 2018/19 | 13. Platz                     |
| 2019/20 | 12. Platz (bei Saisonabbruch) |
| 2020/21 | 11. Platz                     |
| 2021/22 | 7. Platz (Viertelfinale)      |
| 2022/23 | 14. Platz                     |
| 2023/24 | 5. Platz (Viertelfinale)      |
| 2024/25 | 7. Platz (Viertelfinale)      |

## Sponsorennamen
- Jolly (1974–1977)
- Cantini Riunite (1977–1990)
- Sidis (1990–1993)
- Ceramica Campeginese (1993/94)
- Metasystem (1994/95)
- cfm (1996–1998)
- Zucchetti (1998/99)
- BIPOP CARIRE (1999–2007) / im ULEB Cup 2005/06 als „Landi Renzo“
- Trenkwalder (2007–2013)
- Grissin Bon (2013–2020)
- Unahotels (seit 2020)

## Bekannte Spieler

### Vereinseigene Ruhmeshalle
- Piero Montecchi 1982–1987, 1995–1998
- Giuseppe Brumatti 1983–1987
- Bob Morse 1984–1986
- Joe Bryant 1989–1991
- Mike Mitchell 1992–1999
- Gianluca Basile 1995–1999

Quelle: Sito Ufficiale della Pallacanestro Reggiana – Società: Hall of Fame

### Weitere bekannte Spieler
| - Roosevelt Bouie 1982–1989 - Rudy Hackett 1982–1984, 1988 - Roberto Casoli 1987–1993 - Kannard Johnson 1988/89 - Georgi Gluschkow 1990/91 - Tony Brown 1992–1994 - Marco Ricci 1992–1994 - Danko Cvjetićanin 1994/95 - Fausto Bargna 1995/96 - Massimiliano Aldi 1995–1997 - Chris Jent 1997/98, 2000/01 - / Marcelo Damiao 1997/98, 1999/2000, 2003–2005 - Marco Carra 1997–2002, 2005–2007, 2008/09 - Yann Bonato 1998/99 - Flavio Carera 1998/99 - Tracy Moore 1998–2000 - Roberto Chiacig 1999, 2011/12 - Derrick Taylor 1999/2000 - Andrew Betts 1999/2000 - Alessandro Cittadini 1999/2000, 2001/02 | - Marco Mordente 2000/01, 2002/03, 2003–2005 - Teemu Rannikko 2000–2002 - Sandro Dell’Agnello 2000–2002 - Luca Infante 2000–2002, 2005–2009 - Alvin Young 2001–2004, 2007–2009 - Ferdinando Gentile 2002 - Thalamus McGhee 2002/03 - Massimo Ruggeri 2002/03 - Stefano Rusconi 2002/03 - Mauro Sartori 2003/04 - Kiwane Garris 2003–2005 - Angelo Gigli 2003–2006 - / Peter Guarasci 2004/05 - Ryan Humphrey 2005/06 - / Brett Blizzard 2005/06 - Terrell McIntyre 2005/06 - Joey Beard 2005/06, 2007 - Ricky Minard 2005–2007 - Benjamin Ortner 2005–2008 - C. J. Watson 2006/07 | - Mike Penberthy 2006/07 - Luis Alberto Flores 2006/07 - Tomas Ress 2006/07 - Paul Marigney 2007/08, 2009/10 - Nicolò Melli 2007–2010 - / Chris Heinrich 2008/09 - / Robert Fultz 2008–2011 - Alessandro Frosini 2009–2011 - Jakub Kudláček 2009–2011 - Donatas Slanina 2009–2013 - Riccardo Cervi 2009–2015 und seit 2016 - Rodolfo Valenti 2010–2012 - Dawan Robinson 2010–2012 - Donell Taylor 2011–2013 - / Greg Brunner 2012–2014 - Andrea Cinciarini 2012–2015 - Michele Antonutti 2012–2014 - Troy Bell 2013/14 - Rimantas Kaukėnas 2013–2017 |